# 창원중앙도서관
창원중앙도서관(昌原中央圖書館)은 경상남도 창원시 성산구 용호동에 위치한 도서관이다.

## 연혁
1993년 12월 14일 창원시립도서관으로 개관하여, 2011년 2월 8일 의창도서관으로 개명하였다. 고향의봄도서관과 명곡도서관을 분관으로 가지고 있다. 2021년 6월 30일까지는 그 이름과 맞게 의창구에 위치해 있었으나 「창원시 구 및 읍·면·동 명칭과 구역획정에 관한 조례」 일부개정에 따라 2021년 7월 1일부터 성산구로 주소가 변경되었다.
2021년 12월 의창도서관에서 창원중앙도서관으로 명칭이 변경되었다

## 층별 구성
- 지하1층 : 식당 및 매점, 휴게실
- 1층 : 어린이자료실, 사무실
- 2층 : 제1·2종합자료실, 장애인자료실/참고자료실, 환경자료실
- 3층 : 소장실, 자료보존실, 디지털자료실, 문화교실 𝚰
- 4층 : 연속간행물실, 자율학습실, 다목적홀, 문화교실 𝚰𝚰

## 참고 사항
- 도서대출 : 1인 5권 2주
- 회원정보공유 : 1개의 통합도서회원증으로 창원지역 10개(창원중앙, 고향의봄, 명곡, 성산, 상남, 마산회원, 내서, 마산합포, 진해, 진해동부) 공공도서관 사용 가능

## 대중교통
- 중앙고교 하차 (102, 103, 105, 109, 111, 113, 116, 151, 155, 212, 213, 216, 220, 10, 11, 12, 13, 14, 170, 30, 31, 32, 34, 35, 751, 506, 김해59, 김해98)
- 반림현대산업아파트 하차 (101, 211, 704), 일동아파트 하차 (101, 210, 704)

## 정기휴관일
매주 금요일, 공휴일, 신정 및 설, 추석연휴